# 庫克縣 (德克薩斯州)
庫克縣（英語：Cooke County）是美國德克薩斯州東北部的一個縣，北鄰奧克拉荷馬州。面積2,328平方公里。根據美國2000年人口普查，共有人口36,363人。縣治蓋恩斯維爾（Gainesville）。
成立於1848年3月20日，縣名紀念德克薩斯革命時期軍人威廉·戈登·柯克（William Gordon Cook）。